# Schermbeck

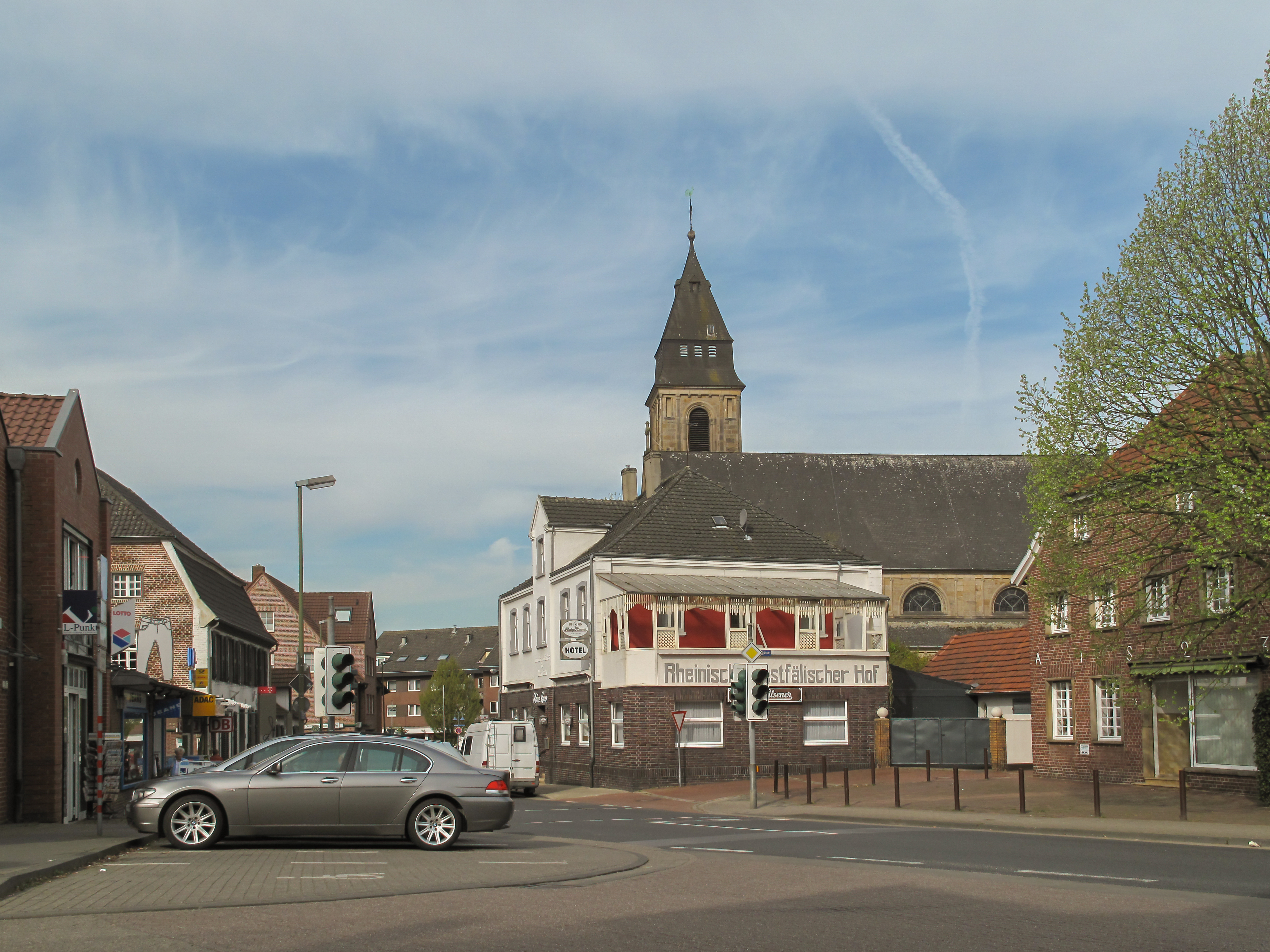
Schermbeck, vue dans la rue avec l'église (der Sankt Ludgeruskirche)

Schermbeck est une commune de Rhénanie-du-Nord-Westphalie (Allemagne), située dans l'arrondissement de Wesel, dans le district de Düsseldorf, dans le Landschaftsverband de Rhénanie.